# 扎古戰士
薩克戰士（Zaku Warrior），薩克幽靈（Zaku Phantom）為日本科幻動畫作品《機動戰士鋼彈SEED DESTINY》中的人型兵器（MS）。

## 機体解說
薩克，英文稱為ZAKU，全稱為ZAFT Armored Keeper of Unity，意思也就是「札夫特統一裝甲保護者」。
「ZGMF-1000 薩克戰士」是地球連合和P.L.A.N.T.交涉後的停戰協定「尤利烏斯條約」締結後開發的MS群新「新千禧年系列」的其中一種（這種機體因為其1000的制式編號也被稱為Thousand系列）。
原本作為雛形的MS在上一次大戰末期就已經進行著開發。正義鋼彈、自由鋼彈、天帝鋼彈完成時，開發局作為下一個的目標就是令量產形MS搭載核分裂式的核子動力爐。
事實上，其量產試制型「ZGMF-X999」在第2次雅金·杜威攻防戰終結後完成。但由於戰後核發動機本身與作為尤尼烏斯條約的其中一個條款「禁止反中子干擾器在軍事用途上的使用」相抵觸，因此開發被迫中止。
不過，薩克本身也擁有高度的潛能。其採用與聯合軍「攻擊者背包系統」相似的設計思想，通過背包的換裝能對應各種各樣的戰況的“Wizard”武裝更換系統，這比後來開發的脈衝鋼彈的魅影換裝系統還要早。性能指標凌駕於初期型的GAT-X系列，也是札夫特軍後期的主力MS。

## 薩克戰士
薩克戰士初期生產時主要優先配發給技術優秀的駕駛員或是指揮官使用，後期大量生產後則是由一般兵使用。本機雖然也有一部分的機體配有駕駛員的專用塗裝，但相比於高階機型的薩克幽靈少，目前僅確認有露娜瑪麗亞·霍克的紅色與迪安卡·艾斯曼的黑灰色等（迪安卡的队友志保·哈尼夫斯在destiny前期也曾拥有该机体，但是专用涂装不明）。「Warrior」在英語有「戰士、武士、鬥士」的意思。

### 戰鬥史
在C.E.73年正式啟用的新銳量產機，初期只有紅衣駕駛員優先使用。
「軍械庫一號」的襲擊事件中，阿斯蘭·薩拉在緊急情況下啟動了一架本機對抗被搶奪的三架鋼彈。同樣在該事件中，露娜瑪莉亞·霍克也搭乘其專用機一同升空攔截。

## 薩克幽靈
屬於薩克戰士的上位機種，不同於薩克戰士，本機兩肩都裝備了盾牌，僅配給於技術高超的菁英駕駛員或指揮官，因此有相當數量的機體披上了駕駛員的專用配色，例如雷·札·巴雷爾的白色／淺紫色、伊薩克·焦耳的藍色、迪安卡·艾斯曼的黑灰色與海涅·威斯坦弗斯的橘色等。「Phantom」有「幽靈、亡靈、幻影」等的意思。

### 戰鬥史
和薩克戰士同樣在C.E.73年啟用，初期僅配予札夫特紅衣駕駛員和屢次征戰的熟練駕駛員優先使用。
第2～3話，雷·札·巴雷爾在輕裝狀態與被奪取的第二世代系列和尼歐·羅安那克交鋒。同時，海涅的薩克幽靈，取得在地球聯合和札夫特防衛戰中擊破多數戰列艦和MS的驚人戰果。

## 機體武装
- MMI-M633 光束突擊槍

薩克戰士／薩克幽靈的標准型武器。兼有破壞力和速射性的光束機槍。其特性，是在命中精度多少會下降的情況下優先保證子彈的散射，同時對多數的敵人進行攻擊。特徵為鼓型光束彈倉，其備用品能固定在盾牌背面（因此擁有兩面盾牌的薩克幽靈攜帶彈量會比薩克戰士要多）。
- MA-M8 光束戰斧

擁有光束武器的薩克戰士／薩克幽靈的近接格鬥用武器，通常收納在盾牌內。薩克幽靈因為雙肩皆有搭載盾牌的關係而配有兩把。與以往的MS所裝備的佩刀等斬擊武器相比，是給人強烈的粗暴感的打擊兵器。根據狀況的不同還可以將其扔向敵人。
- 盾牌

安裝在薩克戰士的左肩及薩克幽靈的雙肩、表面施加了對光束塗層的盾牌。利用了從歐普流出的高硬度鋼的精煉技術，除了本來的用途以外，還可以利用表面的3個衝角作出突擊攻擊。盾牌內側有兩個光束突擊槍彈匣的掛載點，而頂部的開口則能收納光束戰斧。
- 手榴彈

在薩克戰士／薩克幽靈左右腰部的罐裡能固定手榴彈。榴霰彈按照作戰用途，除了通常的ZR30F之外，還有高性能炸裂彈和擁有強力的燃燒性的ZR27I 鋁熱劑燃燒彈等各種各樣的彈種。

### 巫師換裝系統
作為本機最大的特點的背包換裝系統。由於把用途不同的裝備按照戰況和作戰目的換裝，使所謂薩克這種單一機種使之具有複數的機能。 
特性和運用方法與地球聯軍的攻擊裝備背包系統酷似，一般認為是在開發時把攻擊鋼彈和聖約鋼彈的開發數據做為參考。脈衝鋼彈是「驗證新開發兵裝交換系統的擴充性」的測試機，其魅影系統就是用來測試背包換裝系統的實用性。
本系統不只薩克，德姆騎兵和地獄獵犬型巴庫也設有該系統的連接裝置，在裝備的兼容性上作出安排。

#### 瞬發裝備（Blaze Wizard）
為了高機動戰鬥而被開發的裝備。推力強大的推進器和多數的裝備，能飛躍性地提高準備機的機動力。同時，大量裝載小型的導彈，由於廣大範圍目標的壓制和彈幕形成的攪亂發揮威力。地上部隊的薩克也大量地裝備，不過，沒有單獨的飛行能力。在劇中主要由阿斯蘭·薩拉、迪安卡·艾斯曼、雷·札·巴雷爾、海涅·威斯坦弗斯等的薩克使用者。在沒有犧牲通用性的前提下使綜合性提高。「Blaze」為「火焰、劫火」之意。 
- AGM138 火蜂誘導導彈

裝備兩尖端部裝載的小型導彈。在同尺寸的武器中有相當高的威力，可對通常裝甲的MS發揮充分的威力。同時可發射28發導彈，形成有效的彈幕攻擊。

#### 砲擊裝備（Gunner Wizard）
為了遠距離炮擊用而被開發的裝備。以高功率的光束炮和專用的能源缸構成。在劇中主要由露娜瑪利亞·霍克專用紅色薩克戰士、以及迪安卡·艾斯曼的薩克戰士使用。除此以外，部份量產兵亦有配備，分別被編配參與追擊永恆號的艦隊、以及作為焦耳隊成員，攻擊安魂曲折射據點。砲擊裝備的薩克幻影只在《FINAL PLUS》中登場著。「Gunner」有「射擊手、炮手」之意。 
- M1500雙頭犬式高能源長射程電子束炮

裝備右側的長射程光束炮。是專用於對軍艦／對要塞攻擊用的火炮，不過對MS射擊也具有相當大的威力。因為炮身的全長越過MS的身長，在收納的時候炮身和存放被折疊，射擊的時候以從薩克的右肩後方使之鑽過右腋下的形式展開。有之前的GAT-X系列攻擊鋼彈裝載的超高脈衝炮同等的破壞力和射程距離，在可靠性和射擊性能方面更加強。同時，對於射擊需要的能源全部由附屬的大容量能源缸供給，並不會減少機體的使用時間。

#### 斬擊裝備（Slash Wizard）
針對格鬥戰而開發的裝備。重量是13.4公噸。具有提高機動性的輕量設計，裝備後的薩克稱為「斬擊型薩克戰士」／「斬擊型薩克幽靈」。在劇中主要伊薩克·焦耳除了使用以外，在歐普攻防戰與安魂曲攻防戰中也有數架同款機體使用此裝備。由於是對應MS格鬥戰專用，操作需要相當程度熟練程度，加上後來札夫特開發出概念重複的古夫烈焰型，後者更成為正規機體，換裝為斬擊裝備的需求大大降低，因此在劇中的出場時間，相對其他兩個裝備來得更少。 
「slash」有「切碎、斬擊」的意義。
- MMI-M826 九頭蛇（Hydra）格林光束炮

背包裝備的2門格林光束炮。實現以複數炮口，依次序輪流發射光束的可能，提高射擊性能，雖然保持光束兵器發揮強力壓制攻擊的效果，但缺點是射程不長，作用是幫助機體在戰鬥期間活動時，對於敵機進行牽制。左右雙炮，是各自使用1個MMI-M633光束突擊槍同款規格的能源匣。
- MA-MR G7光束鐮斧：

類似長柄斧的外形、接近戰用兵裝。光束形成高輸出刀刃，甚至可以切開敵人MS的反光束防盾。劇中即使面對混沌鋼彈的巡航機動防盾及反光束表面塗層，亦輕易地將其切斷。收納時會縮在腰部背面。

#### 夜光蟲裝備（Noctiluca Wizard）
《GUNDAM SEED DESTINY MSV》登場的夜光蟲裝備。腳上的裝備和肩膀部安裝的可動翼，水上、水中用傳感器。以從水中浮現雙腿裝備了的裝備在水面上高速移動，對海岸線和淺水部的敵人實行強襲。 「Noctiluca」為拉丁語夜光蟲之意。

#### 其他裝備
Easy Wizard
德姆騎兵的裝備。
Knight Wizard
原型德姆騎兵的裝備。
Booster Wizard
伊萊傑專用薩克的專用裝備。
Cerberus Wizard
估計跟地獄犬巴庫的聯合運用而開發的高機動接近格鬥型專用裝備。

## MSV

### 薩克量產試作型
量產試制型“ZGMF-X999”。在第2次雅金·杜威攻防戰終結後完成，但是，由於戰後核子動力爐本身與作為尤利烏斯條約的其中一個條款“禁止反中子干擾器（Neutron Jammer Canceler）在軍事用途上的使用”相抵觸，開發被中止，已經完成的47架在正式記錄上也全部被拆卸、廢棄了。（不過，這個記錄的可信性值得懷疑，之後還存在著多個目擊報告。）

### 指揮官薩克CCI
出自《GUNDAM SEED DESTINY MSV》作為扎夫特軍的戰域通信指揮統制型MS。（編號：ZGM-1000/R4）
因為中子干擾器，電波通訊因而受影響，因應作戰中無線通訊的必要，而開發了的戰域通訊指揮統一用薩克。因為基本上並非最前線交戰用，所以沒有配備武裝，從型式號碼表現「Fight」（=戰鬥型）的F字被省略。對於這樣變得需要運用2架以上的護衛機。天線和肩膀安裝了的發射器是特徵，內部構造與通常的薩克也不同。

### 飛梭測試型薩克
出自《鋼彈SEED DESTINY MSV》。本機分為三部分，由核心戰機、胸部飛行器、腿部飛行器組成。核心戰機能脫出胸部、腿部飛行器再度合體。作為脈衝鋼彈的分離合體結構的測試。（型式番号：ZGMF-X101S）

### 天帝薩克

#### 武裝
- MA-BAR76T 高能量光束步槍
- GDU-X4 突擊光束浮游機關炮龍騎兵（光束刺釘裝備型）X2
- GDU-X7 突擊光束浮游機關炮龍騎兵（通常型）X8（背部龍騎兵共6門、腰部左右裙甲共2門）
- MA-M8光束（印第安）戰斧

#### 戰鬥史
- 彌賽亞攻略戰：駐守彌賽亞

### 醫院薩克戰士
是作為薩克的其中一個變型。非戰鬥用，是作為醫院的機能的機體。
對背部各種各樣的裝載著包藏醫療設備，器具的集裝箱，使用薩克自己的動力使沒有發電設施的地方也作為簡易的醫院設施。為了對車輛和直升機無法進入的地方也能搬運醫療設備。
尤尼烏斯7號落下地球後被大量引進，在各個受災地活躍。

## 專用機、特別配色機
薩克戰士（演唱會規格）
由蜜雅·坎貝爾偽裝的拉克絲·克萊因在勞軍演唱會時，作為其表演舞台的機體

## 註腳
1. ↑  機動戰士鋼彈SEED DESTINYT〈3〉錯過的視線 ISBN 978986174-159-8
2. 1 2  機動戰士鋼彈SEED DESTINY 〈4〉 被揭示的世界 ISBN 978-986-174-261-8
3. ↑  因為雅金·杜威戰役時作為大天使號成員一事遭到追究而被降職，故使用的只是一般兵的薩克戰士。另外運用炮擊裝備，是向前作暴風鋼彈致敬

## 外部連結
- ZGMF-1000 渣古戰士《機動戰士GUNDAM SEED DESTINY》gundam.info官方網站 （页面存档备份，存于）（繁體中文）（简体中文）（英文）
- ZGMF-1000/A1 槍擊渣古戰士《機動戰士GUNDAM SEED DESTINY》gundam.info官方網站 （页面存档备份，存于）（繁體中文）（简体中文）（英文）
- 渣古戰士(演唱會規格)《機動戰士GUNDAM SEED DESTINY》gundam.info官方網站 （页面存档备份，存于）（繁體中文）（简体中文）（英文）
- ZGMF-1001/K 閃擊渣古幻影《機動戰士GUNDAM SEED DESTINY》gundam.info官方網站 （页面存档备份，存于）（繁體中文）（简体中文）（英文）
- ZGMF-1001/M 烈火渣古幻影《機動戰士GUNDAM SEED DESTINY》gundam.info官方網站 （页面存档备份，存于）（繁體中文）（简体中文）（英文）